# Pic de l'Home (Aiguatèbia)
El Pic de l'Home és una muntanya de 1.513,8 metres d'altitud del límit entre les comunes d'Aiguatèbia i Talau i de Ralleu, tots dos de la comarca del Conflent, a la Catalunya del Nord.
És al sud del terme de Ralleu i al nord del d'Aiguatèbia i Talau, a llevant del Coll de Joell, just al nord del poble d'Aiguatèbia.